# آگوستین هردیا
آگوستین هردیا (انگلیسی: Agustín Heredia؛ زادهٔ ۱۶ ژوئن ۱۹۹۷) بازیکن فوتبال اهل آرژانتین است.
از باشگاه‌هایی که در آن بازی کرده‌است می‌توان به باشگاه فوتبال بوکا جونیورز اشاره کرد.